# Pompià
Pompià és un veïnat del municipi de Crespià (Pla de l'Estany), situat al nord del poble. Està compost de varies masies i els seus habitants es poden denominar "crespianenc" o "crespianenca", o també "pompianenc" o "pompianenca".